# Palais du Rhin
Il Palais du Rhin, già Kaiserpalast (Palazzo imperiale) è un palazzo di Strasburgo, situato nella porzione tedesca della città (nord-est) su Place de la République, che domina con la propria imponente cupola. Insieme al vasto giardino che lo circonda - a sua volta cintato da una maestosa cancellata in ferro battuto - e le scuderie poste sul retro, rappresenta uno dei complessi più omogenei ed emblematici dell'architettura prussiana.
L'edificio si inseriva all'interno di un più vasto progetto di riorganizzazione urbana, proposto alla fine del XIX secolo in seguito all'annessione tedesca dell'Alsazia.

## Architettura

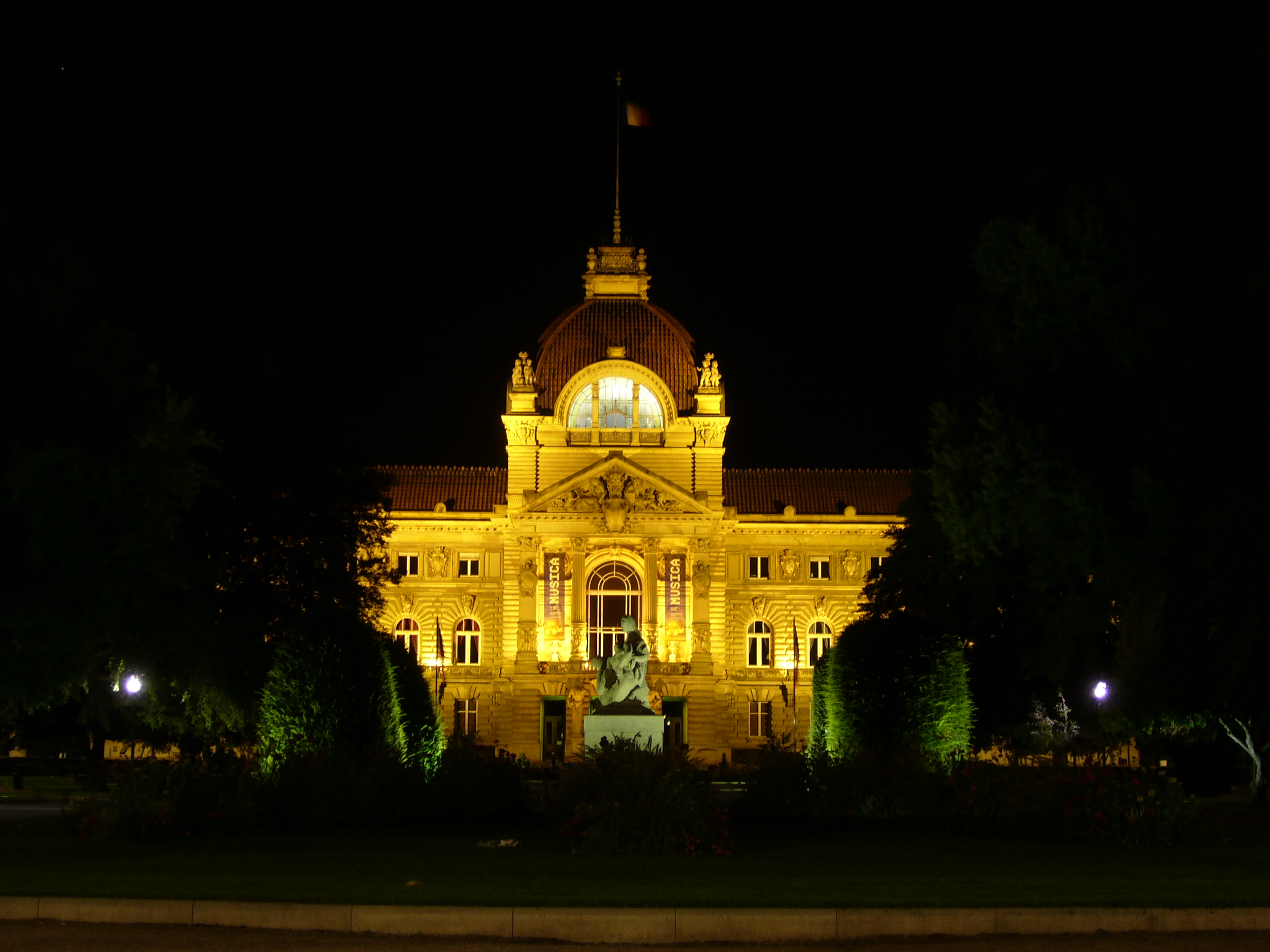
Palais du Rhin, vista notturna, 2007.

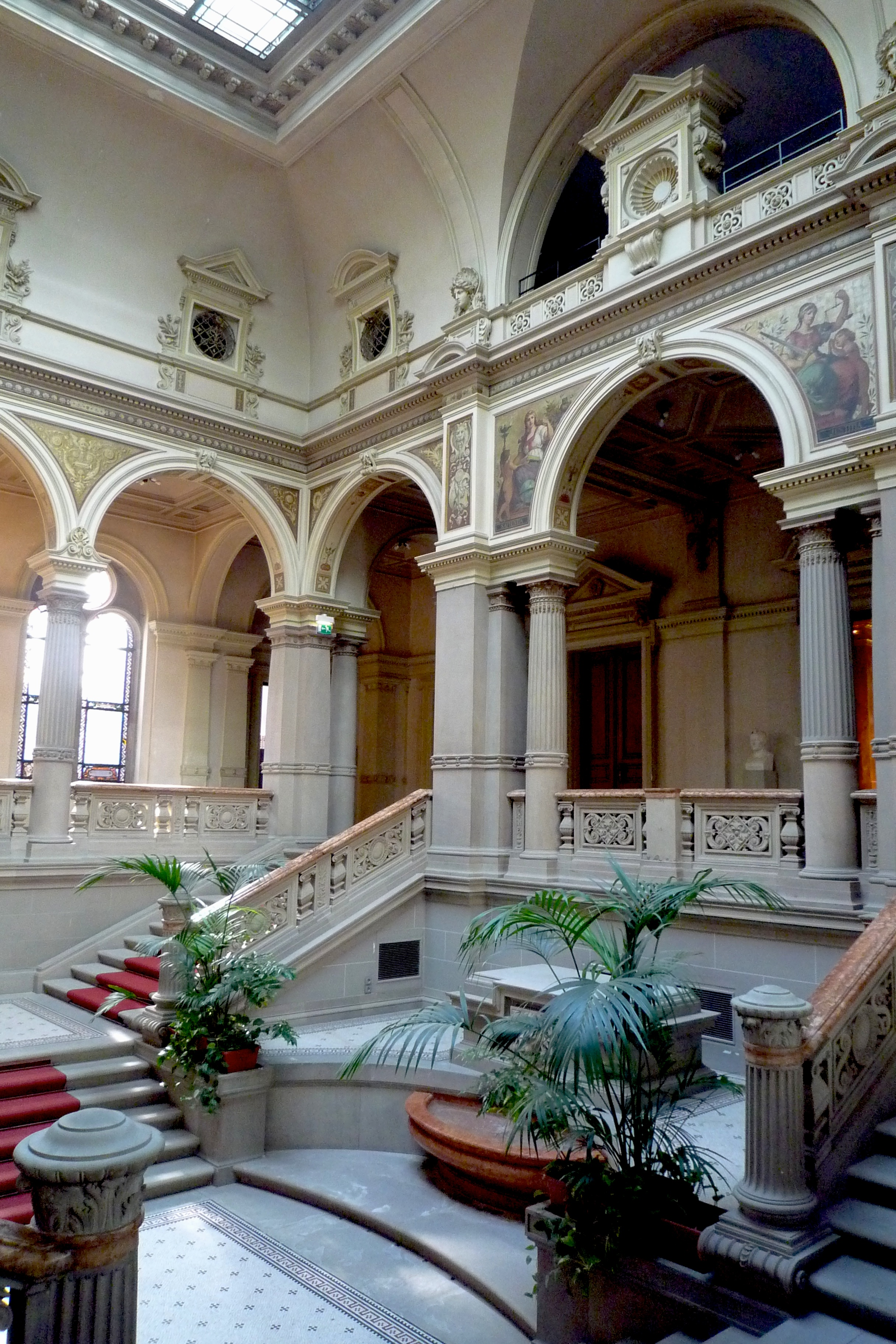
Palais du Rhin, lo scalone.

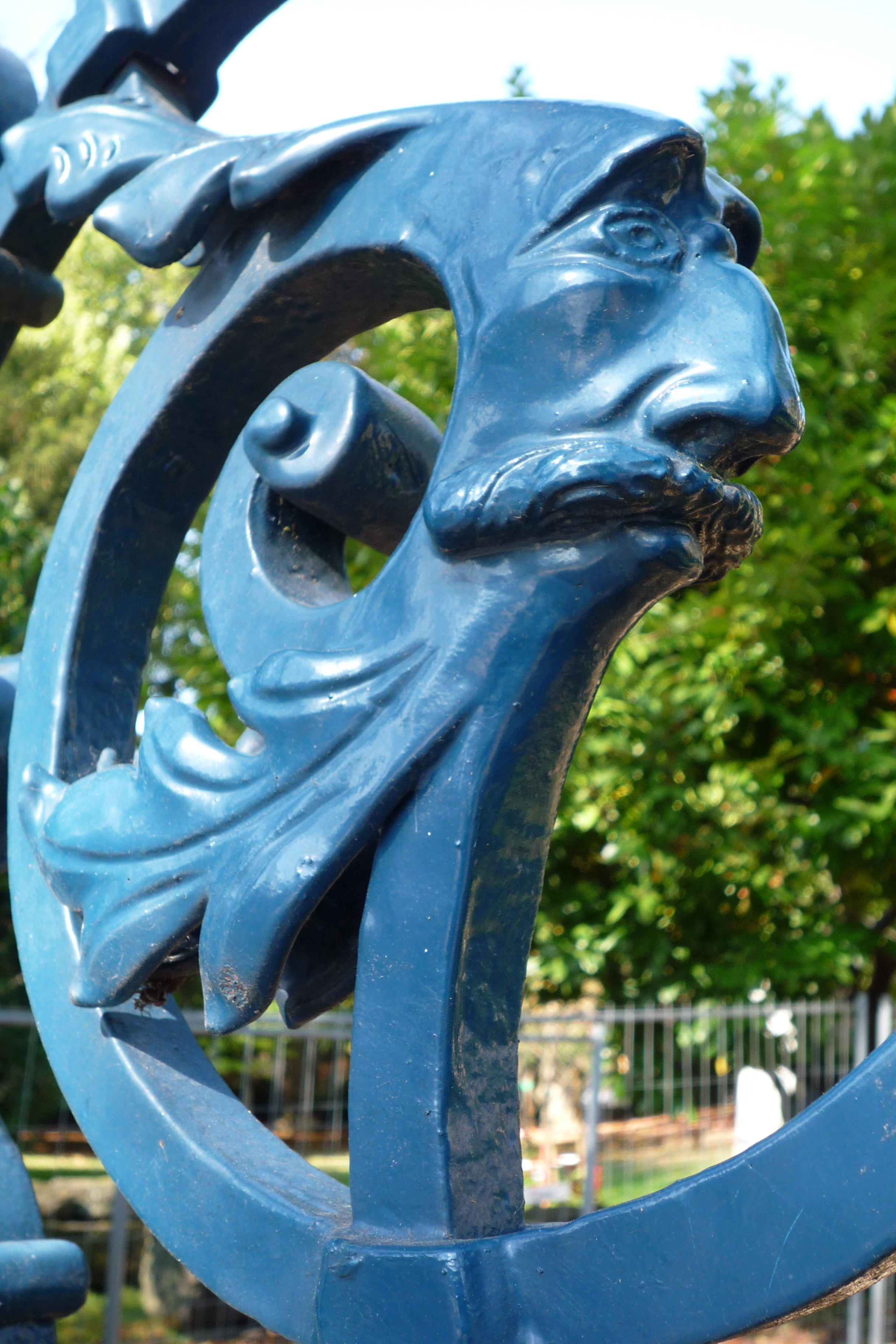
Decoro in ferro battuto raffigurante la caricatura di Guglielmo II di Germania.

Quadrilatero a tre livelli concepito da Hermann Eggert tra il 1883 ed il 1888, il palazzo - originariamente imperiale - nacque con l'intento di indicare tangibilmente il definitivo insediamento da parte del II Reich nell'Alsazia da poco conquistata. L'insieme architettonico, imponente per la sua grandezza, si sviluppa secondo ben articolati canoni neo-rinascimentali di impronta germanica che si esplicano nella statuaria, nella scelta del bugnato per il rivestimento esterno, e nel maestoso complesso loggia-frontone. A ciò si aggiunge lo scalone monumentale, sicuramente uno dei punti di forza del palazzo.
Parte della decorazione interna è stata ricostruita in epoca successiva.
Al piano terra, la sala d'ingresso si apre su due vestiboli laterali sopraelevati, che conducono ai due appartamenti, riservati in origine rispettivamente a una coppia principesca (lato sud) e a ospiti di riguardo (lato nord).
La decorazione del salone dell'imperatrice - di spirito rococò - si scosta decisamente dalla generale ispirazione rinascimentale che caratterizza il resto degli interni. Il soffitto dipinto, le porte bianche decorate sormontate da pannelli a loro volta dipinti ed il camino in marmo bianco conferiscono all'insieme un'atmosfera caloroso e gaia, fortemente contrastanti con le altre parti del palazzo. I muri tappezzati di seta azzurra rinforzano ulteriormente l'impressione di trovarsi all'interno di uno scrigno.
L'ala ovest è dedicata ai locali di ricevimento, tra cui spiccano il salone delle feste, la sala da pranzo - in grado di ospitare cene da oltre 350 ospiti - ed una sala riunioni. Il collegamento tra questi ambienti avviene tramite gallerie e scale secondarie.
Il piano attico ospita sia la suite imperiale che le camere dei domestici. Nei sotterranei, alle cucine ed alle dispense si aggiungono le caldaie per acqua ed aria e diverse sale da bagno. Il complesso è stato illuminato a gas fino al 1902, anno in cui venne installata la rete elettrica.
La facciata del palazzo si affaccia ad est su Place de la République, all'epoca piazza imperiale. Il grande giardino circolare partecipa alla valorizzazione del palazzo, che - sugli altri tre lati - è incorniciato da un piccolo parco alberato, cinto da alte inferriate in ferro battuto.
Un discreto decoro artigianale sulle cancellate del parco antistante il Palais du Rhin offre una caricatura dell'Imperatore Guglielmo II di Germania.
Le siepi, di forma libera, sono composte da alloro, aucuba, tasso, e ippocastano. Quattro portali dominano i due viali che convergono verso l'ingresso e permettono anche ai carri di raggiungere le scale laterali. Percorsi con curve e contro-curve delineano aiuole a prato al centro delle quali si stagliano alberi oramai centenari: platani, faggi rossi, aceri, tigli, pini silvestri, cipressi, tulipiferi, ginkgo biloba, ecc.
Il parco ospita dall'altra parte una collezione archeologica: una ventina di sarcofagi e parti di monumenti antichi provenienti dalla necropoli di Strasburgo. Nel 1997 vi venne collocata anche l'antica porta in ferro battuto della prefettura. Nella porzione nord è installata una scultura di René Hetzel e a sud la scala celeste - in granito bianco - di Annie Greiner, omaggio al filosofo ceco Jan Patocka.

## Storia

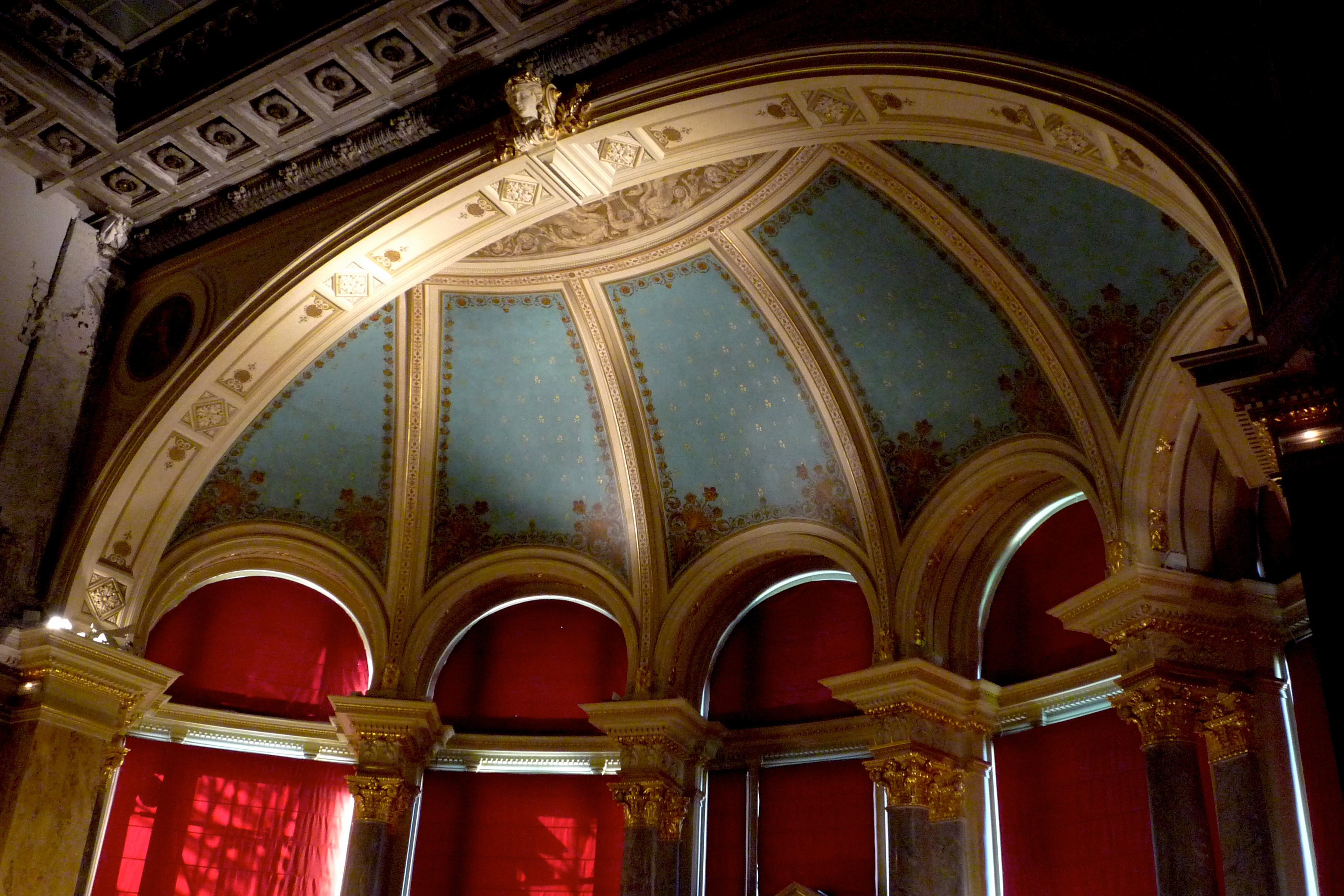
Palais du Rhin, il salone delle feste parzialmente restaurato, 2011.

In seguito alla Guerra franco-prussiana, Strasburgo, divenuta tedesca, si pose rapidamente la questione dell'accoglienza dell'imperatore. Si volle perciò realizzare un edificio imponente, al contempo segno di potenza e degna dimora per un sovrano. Dopo lunghi dibattiti, la scelta ricadde su di un edificio a pianta quadrata, di influenze neorinascimentali, liberamente ispirato dal fiorentino Palazzo Pitti.
I lavori presero inizio in occasione dell'ottantasettesimo compleanno dell'Imperatore Guglielmo I di Germania e furono in soli cinque anni completamente conclusi. Durante tutta la durata del cantiere, numerose voci si levarono a contestare la necessità e l'utilizzo dell'edificio, la sua apparenza «massiccia ed elefantesca» secondo il successore - l'imperatore Guglielmo II - ed ancora l'esorbitante prezzo (3 milioni di marchi tedeschi).
Inaugurato da Guglielmo II stesso nell'agosto 1889, il palazzo accoglierà fino al 1914 l'imperatore per una dozzina di volte. Durante la prima guerra mondiale l'edificio venne riconvertito in ospedale militare e, nel 1920 venne ridenominato Palais du Rhin - come ancor oggi è noto - in occasione dell'insediamento della più antica delle istituzioni a carattere europeo: la Commissione centrale per la navigazione del Reno.
Nel 1923 il palazzo divenne proprietà dello Stato francese, accogliendo i servizi delle Beaux-Arts ed il mobilier national per l'Alsazia-Lorena.
Trasformato in Kommandantur dalla Germania nazista tra il 1940 ed il 1945, l'edificio venne riconquistato dalle truppe di Philippe Leclerc de Hauteclocque, il quale fece del palazzo il proprio quartier generale. Qui il futuro maresciallo redasse il « proclama annunciante la realizzazione del giuramento di Koufra ».
Minacciato di demolizione da parte della municipalità durante gli anni cinquanta del XX secolo, avrebbe dovuto essere rimpiazzato da una torre. Grazie all'azione dell'associazione « Amis du Vieux Strasbourg » - creata per l'occasione - venne però salvato. Il palazzo è dal 1993 classificato come monumento storico ed ospita, oltre alla già citata Commissione centrale per la navigazione del Reno, la locale Direction régionale des Affaires culturelles.